# سفیدگر
آهنگر سفیدگر، فلزکاری است که کارهای اتمام کار بر روی آهن و فولاد مانند پر کردن، روکش کاری، سوختن یا پرداخت را انجام می‌دهد. این اصطلاح همچنین به شخصی گفته می‌شود که با فلزات «سفید» یا رنگ روشن کار می‌کند و گاهی اوقات به عنوان مترادف قلع ساز استفاده می‌شود.

## تاریخچه
اولین توصیف شناخته شده از آهنگر سفیدگر مربوط به سال ۱۶۸۶ است:
آهن تهیه شده به این شرط که مورد نیاز کالاهای آنها باشد، توسط آهنگرهای سفیدگر و سیاه کار استفاده می‌شود. این جعبه توسط اولی‌ها به قلاب‌ها، قلاب‌های درو، تبرها، دریچه‌ها، اسکناس‌ها و … جعل می‌شود که در آسیاب‌های تیغه تا لبه درخشان ساخته می‌شوند، این نوع صنعتگران را به آنها داده‌اند، نام سفید- اسمیت ها
سفیدگر به عنوان یک تخصص آهنگری در دهه ۱۷۰۰، زمانی که وقت بیشتری برای پر کردن و پرداخت برخی محصولات اختصاص داده شده، توسعه یافت. در سال ۱۸۳۶ تجارت توسط ایزاک تیلور توصیف شد: 
بنابراین در این شهرستان آهن آماده شده بسته به شرایط و ابزار مورد نیاز هم برای ساخت وسایل سبک و هم برای ساخت وسایل سنگین بکار می‌رود. اولین آهن ذکر شده در نوع وسایل سبک به صورت داس، کلنگ، تبر در می‌آید و برای اینکه این نوع آهن در لبه تیغ چنین ابزارهایی قرار می‌گیرد و به ان جلا می‌دهد، صنعتگران این ایزار ان را آهن سفید نامیده‌اند.
تجارت آهنگری شامل دو شاخه آهنگر سفیدگر و آهنگر سیاه کار است. ابتدا وسایل بزرگ و درشتی مانند نعل اسب، گاوآهن، زنجیر، درهای آهنی برای گاوصندوق و غیره به دست می‌آید. آهنگر سفیدگر بخش‌های ظریف تر مانند قفل، کلید، ابزار نجاری و غیره تولید می‌کند. آهنگر سیاه کار قبل از اینکه آهن را در آتش دان که از زمین به ارتفاع مناسبی بالاتر است گذاشته و آن را نرم کند با آهن خود کار کمی انجام می‌دهد. جریان شدید هوا به مرکز آتشدان وارد می‌گردد، جایی که یک آتش ساخته شده از زغال‌سنگ‌های کوچک یا گرد و غبار زغال‌سنگ خیس شده‌است تا باعث شود آنها گرمای شدیدتری ایجاد شود. او آهن خود را به درون این آتش فرو برده و با کار کردن روی آن، آن را به یک گرمای سفید رسانده. در آن حالت آهن به قدری نرم است که آهنگر قادر است با چند ضربه چکش به آن شکل دلخواهش را بدهد. سفیدگر نیز یک آتشدان دارد. اما در طول کار کمتر به آن وابسته است. چیزهایی که وی تولید می‌کند بسیار زیاد است، به طوری که تقریباً هر یک از این کارها توسط فردی متمایز انجام می‌شود: یک دسته از آهنگران محدود به ساخت قفل و کلید، مجموعه دیگری برای تهیه سوهان و سمباده، دسته دیگر نیز ابزار نجاری می‌سازند و غیره.

## پردازش
مهارت اصلی دستی سفیدگر در پر کردن و تراشکاری (استفاده از ماشین تراش) می‌باشد. با استفاده از سوهان‌های مقطعی، سفیدگر می‌تواند به یک محصول آهن یا فولادی مسطح و یکدست برسد و اینجاست که افراد کم مهارت فقط ممکن است یک اثر محدب داشته باشند. برای موارد بسیار بزرگ، سفیدگر حتی ممکن است با استفاده از یک سوهان شناور دو نفره که داغ است، سوهان کشی کند.

## محصولات
جیمز وات در دهه ۱۷۶۰ هنگام کار بر روی موتور بخار آزمایشی خود، یک سفیدگر را به کار گرفت. اولین سیلندر توسط این سفیدگر با استفاده از آهن و لحیم چکش ساخته شده‌است. اگرچه این تکنیک ناکافی بود، اما هنگامی که این سفیدگر خیلی زود درگذشت پس از آنکه وات به جان روبوک نوشت که از از دست دادن «آهنگر سفیدگر» خود بسیار متأثر می‌باشد.
با انقلاب صنعتی، به همان روشی که بسیاری از آهنگران در ساخت نعل اسب تخصص یافتند، بسیاری از سفید کاران مانند آهنگران سیاه کار به آهنگران لوریمر که رکاب و سگک و این قبیل چیزها را می‌سازند، تبدیل شدند.

## جستارهای وایسته
- سفیدگری
- آبکاری